# Ostrov u Macochy
Ostrov u Macochy je městys v okrese Blansko v Jihomoravském kraji, přibližně 9 kilometrů východně od Blanska. Žije zde přibližně 1 100 obyvatel.

## Historie
Počátky historie městysu Ostrova jsou spojeny s pány z Holštejna, kteří od poloviny 13. století kolonizovali tuto oblast Drahanské vrchoviny. První písemná zmínka o obci pochází ale až z roku 1349, kdy byl Ostrov uváděn pod německým názvem Preterslag. V roce 1371, kdy Vok II. z Holštejna zapsal věno na holštejnských vsí své manželce, se vesnice nazývala jako Ostrow. Obec však nebyla pouze majetkem pánů z Holštejna, ale její část držel vladycký rod, který se po Ostrově psal. V roce 1415 se uvádí ostrovský panský dvůr, na kterém připsal věno své manželce Jiří z Holštejna a Jedovnic, bratr Voka IV. z Holštejna. V roce 1437 koupil vesnici Ostrov s kostelem, farou a dvěma rybníky jako součást holštejnského zboží Hynek z Valdštejna. Po roce 1459 se na držení Ostrova krátkodobě vystřídali páni ze Sovince a Doubravice, Černohorští z Boskovic, z Popůvek, z Rychemberku a ze Zdenína. Roku 1567 koupil vesnici Bernard Drnovský z Drnovic a Ostrov se tak stal součástí rájeckého panství. Od roku 1661 vlastnili Ostrov Rogendorfové, od roku 1763 Salmové.
Počátkem 17. století bylo v Ostrově 42 domů, po třicetileté válce z nich bylo 9 pustých. Roku 1799 v obci žilo 649 obyvatel. V roce 1846 zde bylo už 896 obyvateli. V roce 1900 šlo o 195 domů a 1140 obyvatel.
Školní docházka byla v obci zavedena roku 1785. V roce 1815 byla postavena škola. V roce 1889 byl založen sbor dobrovolných hasičů a zřízena obecní knihovna. Roku 1912 byl Ostrov povýšen na městys. Zásluhou starosty a významného celostátního lidoveckého politika Josefa Šamalíka byla roku 1923 objevena a poté zpřístupněna jeskyně Balcarka. V roce 1930 byla pro veřejnost otevřena i Císařská jeskyně. Od 10. října 2006 byl obci vrácen status městyse.

## Obyvatelstvo
Ke sčítání lidu roku 2011 bylo v obci sečteno 1 081 obyvatel. K prvnímu lednu 2020 obec čítala 1 137 obyvatel. Svého největšího počtu obyvatel od roku 1910 obec dosáhla při socialistickém sčítání lidu roku 1961, kdy čítala 1277 obyvatel.
| 1910 | 1921 | 1930 | 1950 | 1961 | 1970 | 1980 | 1991 | 2001 | 2011 | 2020 |
| ---- | ---- | ---- | ---- | ---- | ---- | ---- | ---- | ---- | ---- | ---- |
| 1173 | 1234 | 1261 | 1261 | 1277 | 1218 | 1176 | 1116 | 1082 | 1114 | 1137 |

## Pamětihodnosti
- Kostel svaté Maří Magdalény
- Socha svatého Jana Nepomuckého
- Větrný mlýn
- propast Macocha
- jeskyně Balcarka
- Císařská jeskyně

## Osobnosti
Josef Šamalík (1875–1948) lidovecký politik, starosta obce a poslanec

## Fotogalerie

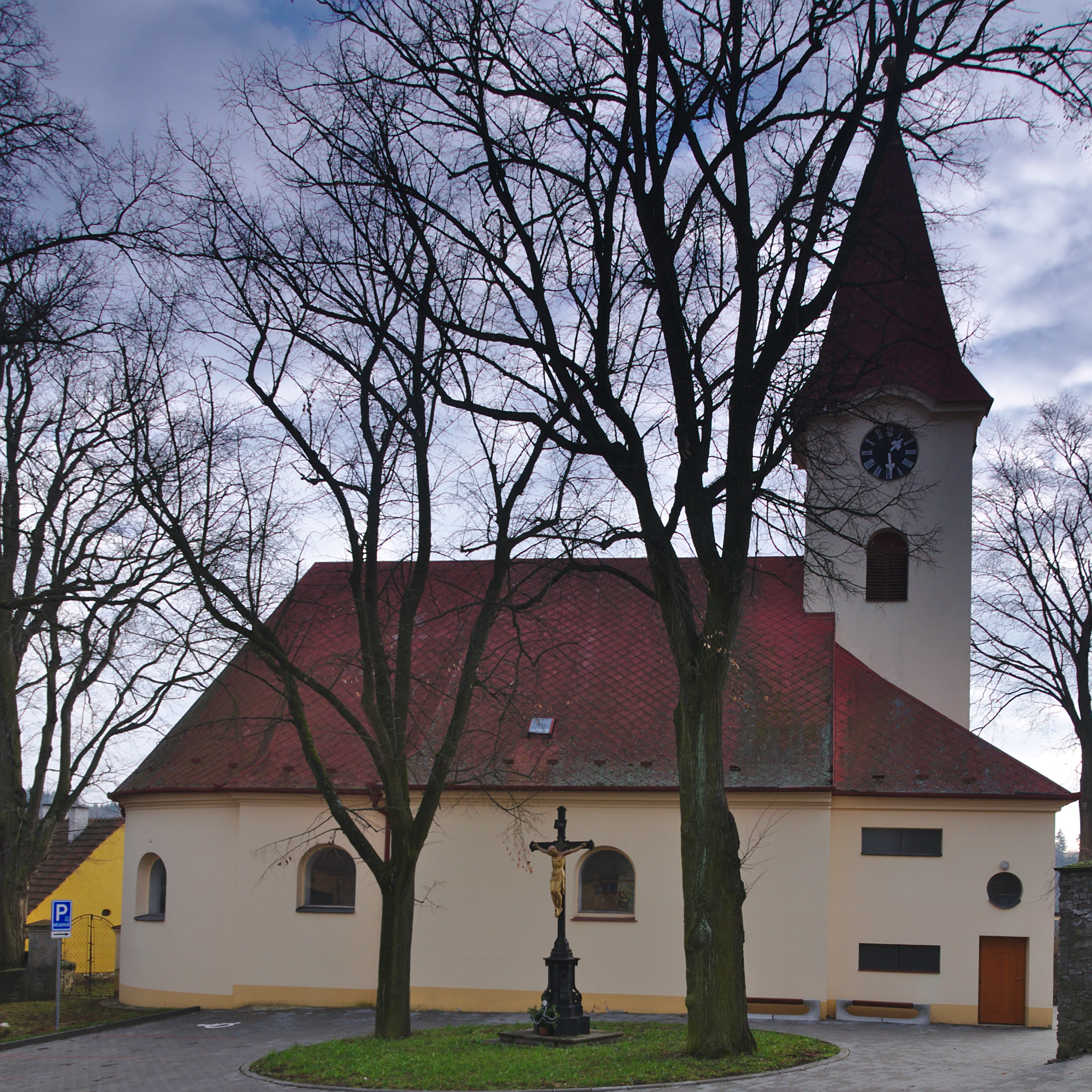
Kostel svaté Máří Magdalény
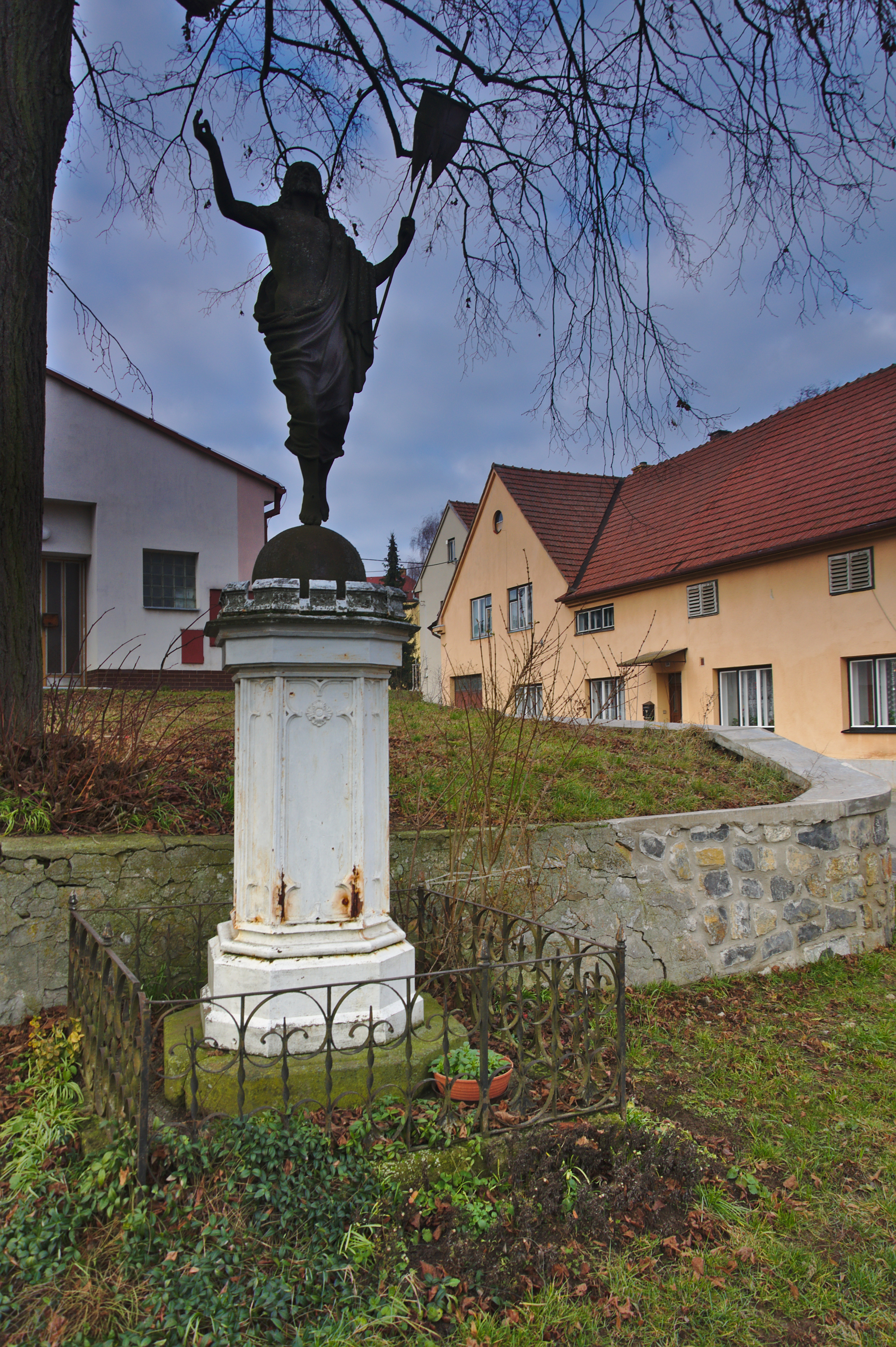
Socha Vzkříšeného Krista
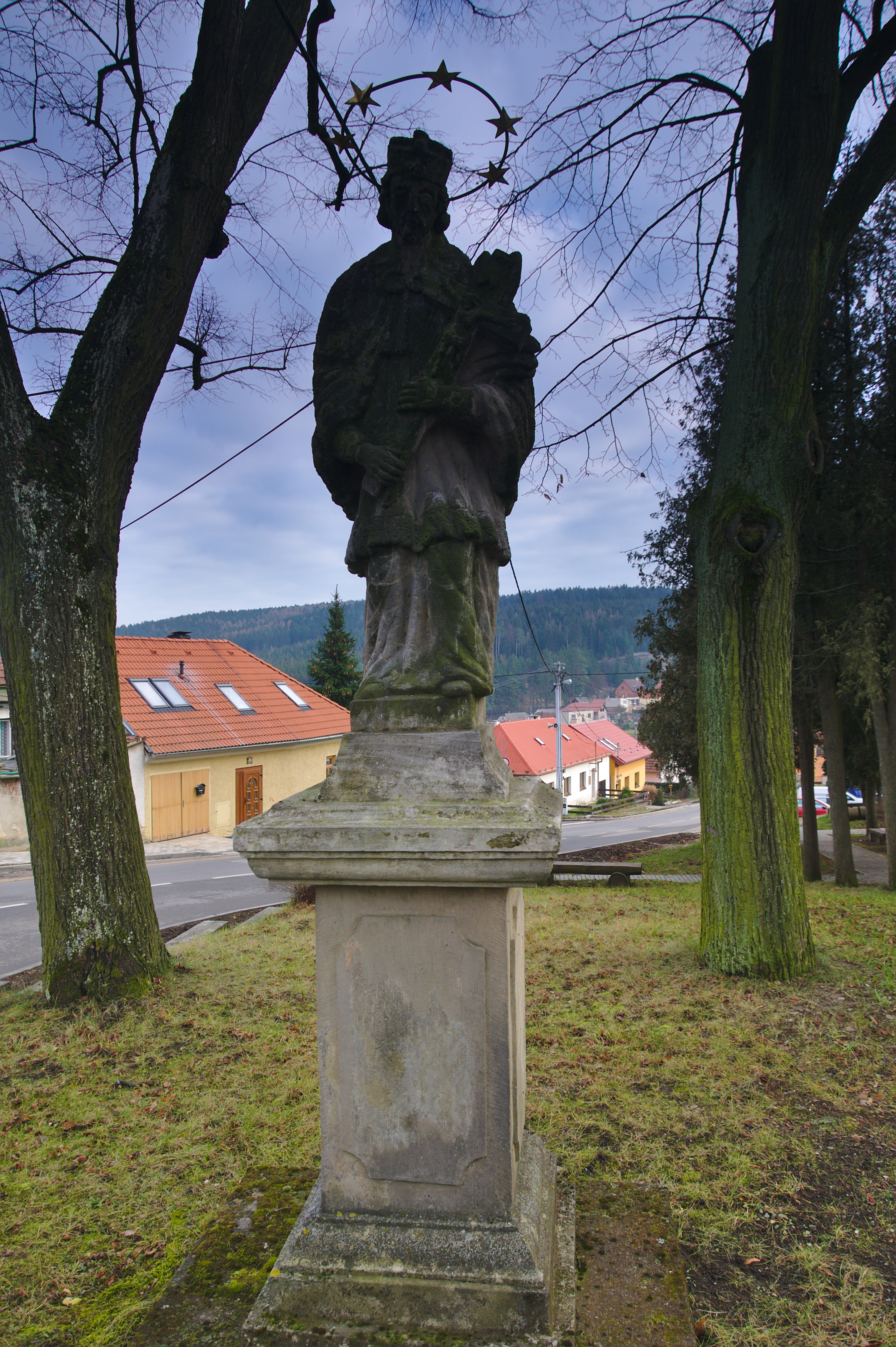
Socha svatého Jana Nepomuckého
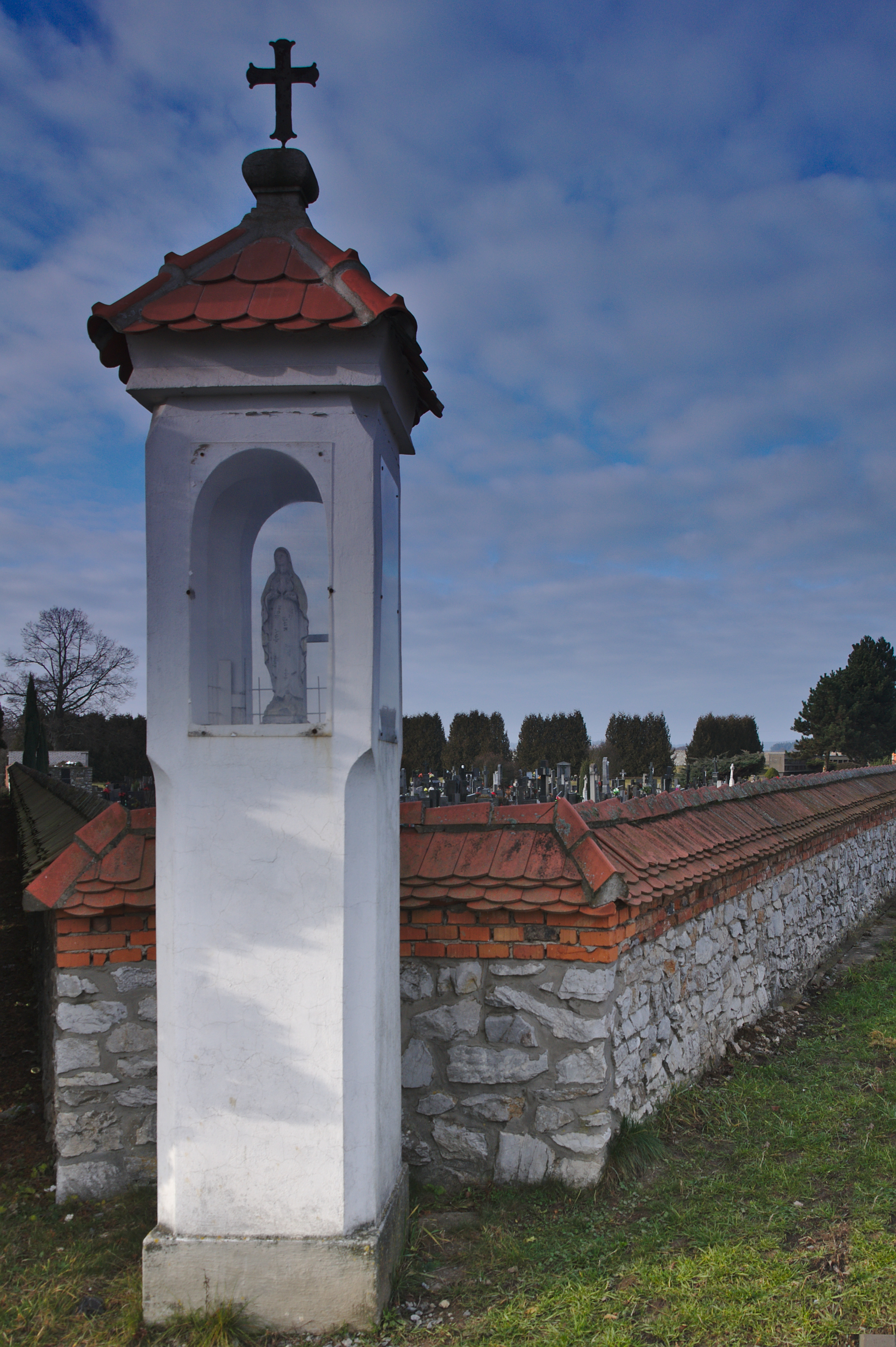
Boží muka u hřbitova
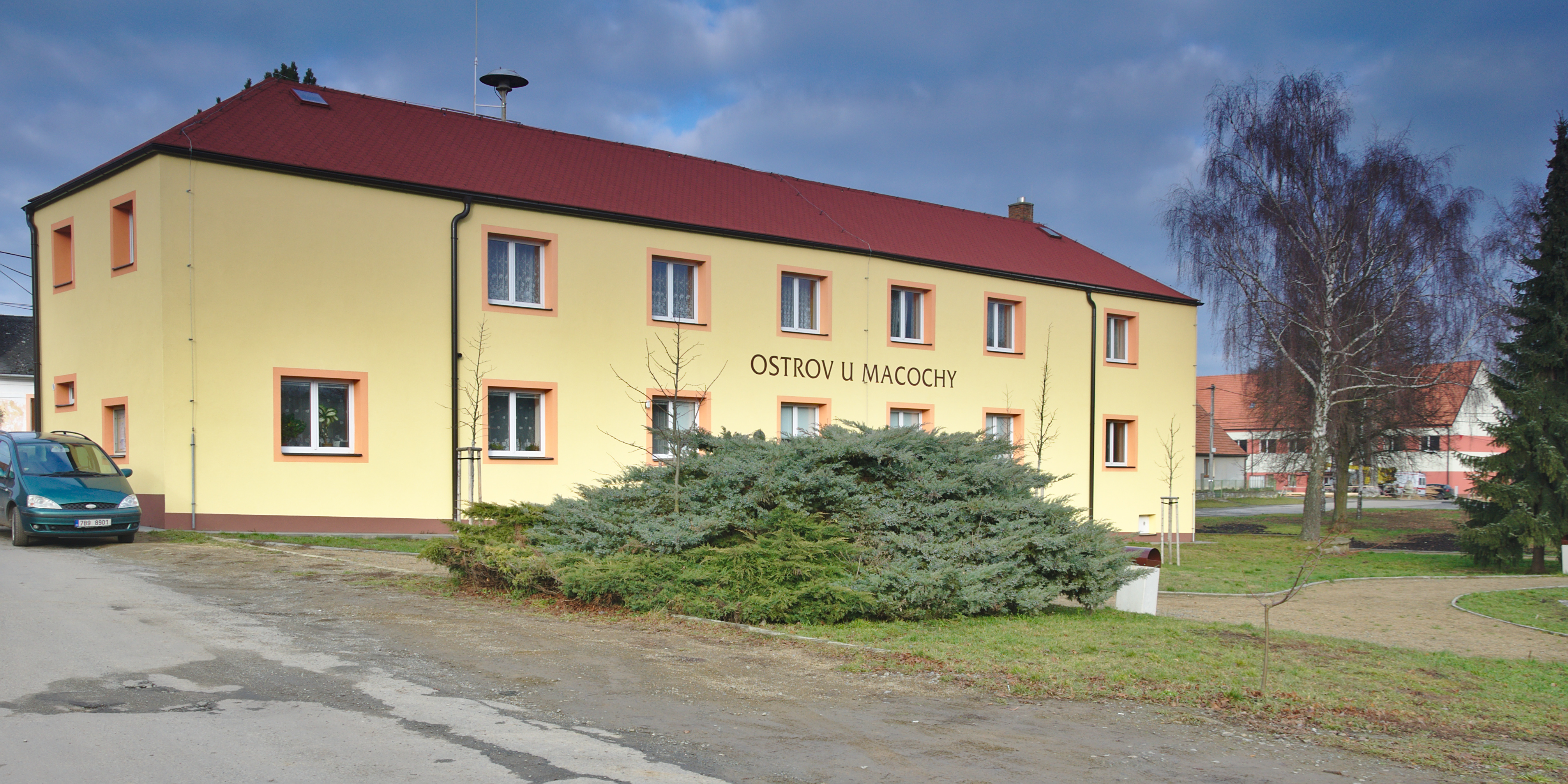
Obecní úřad
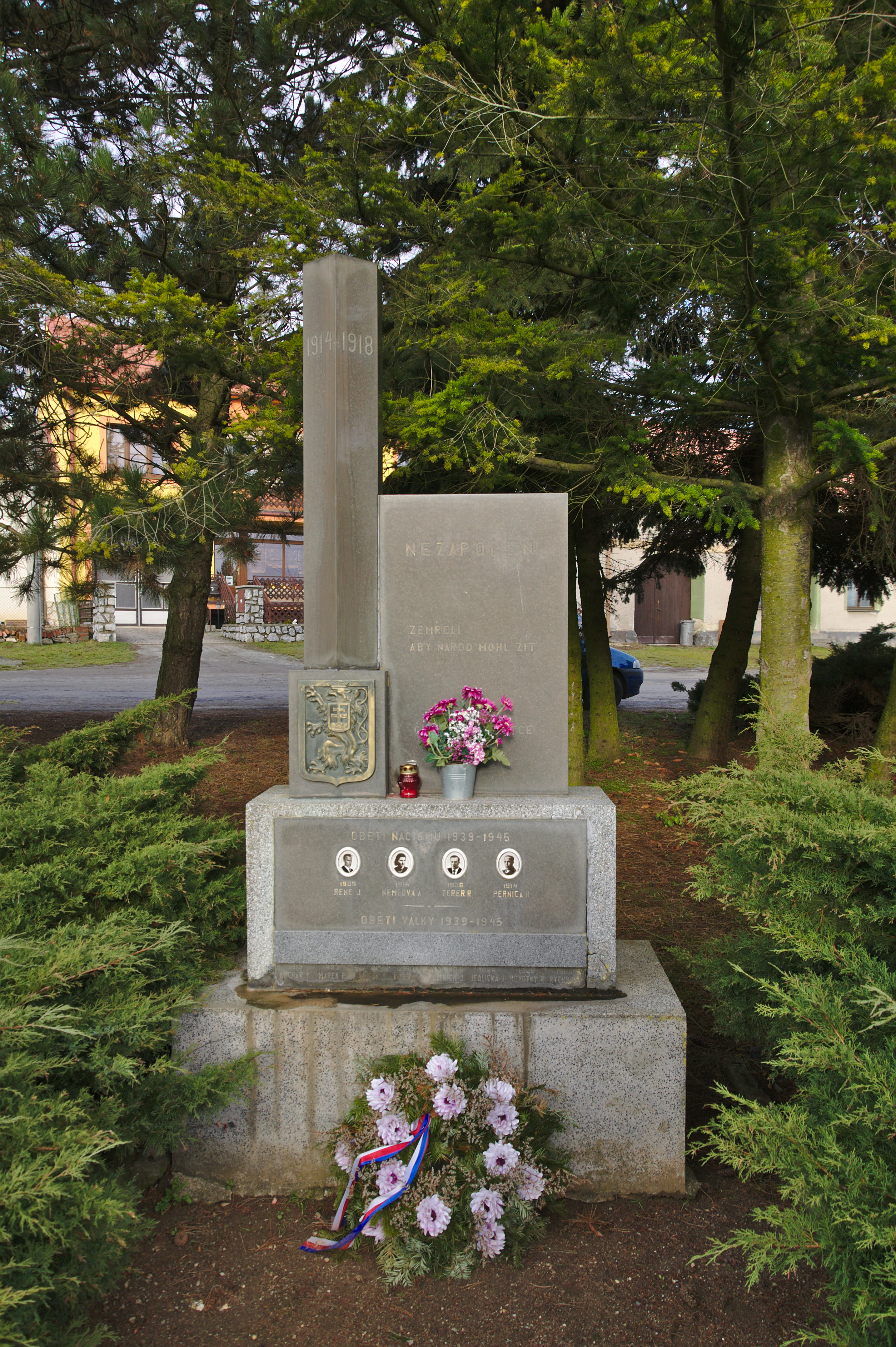
Památník obětem světových válek
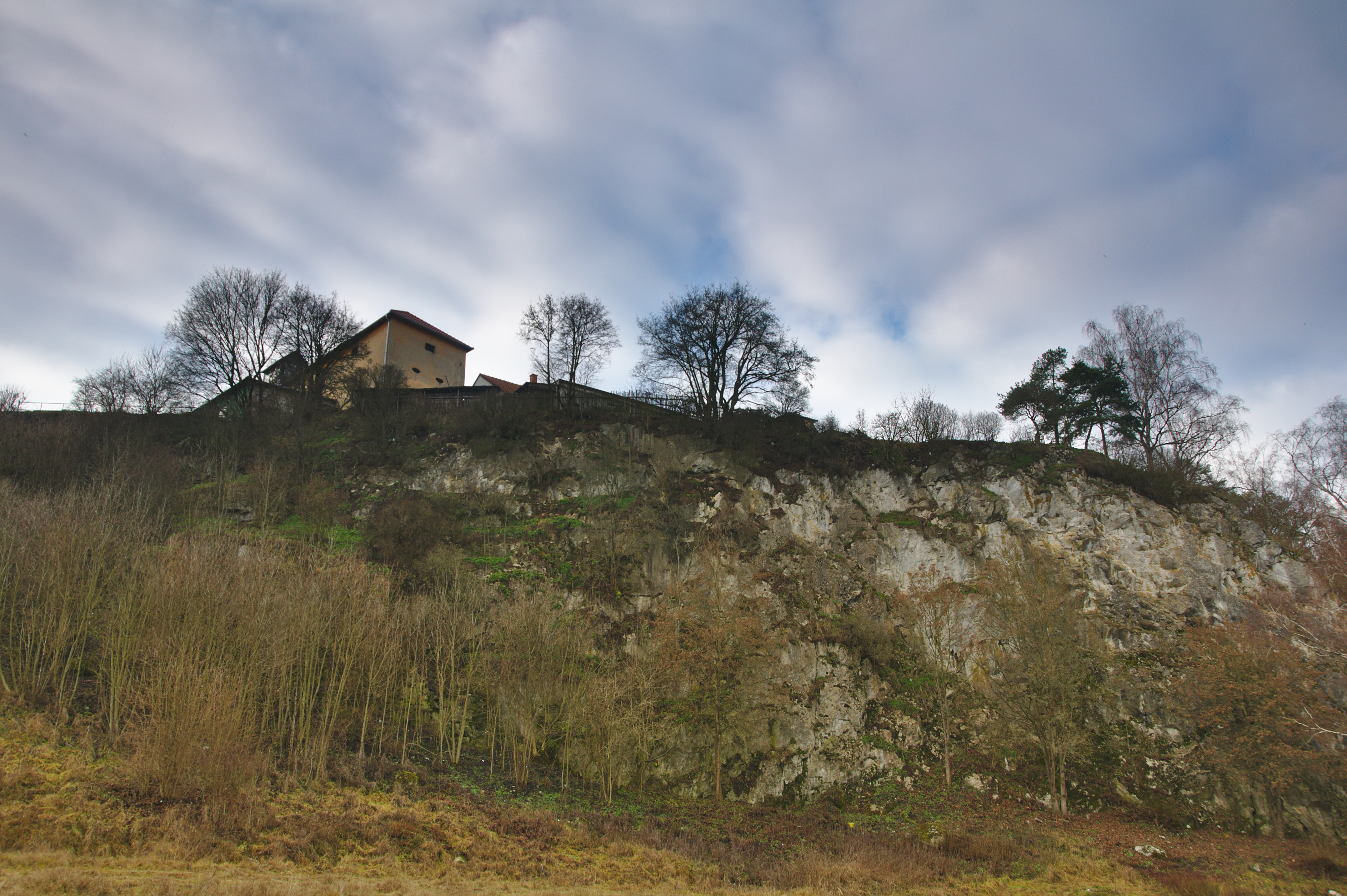
Vápencový skalní ostroh v severní části obce